# Sé Velha (Bragança)

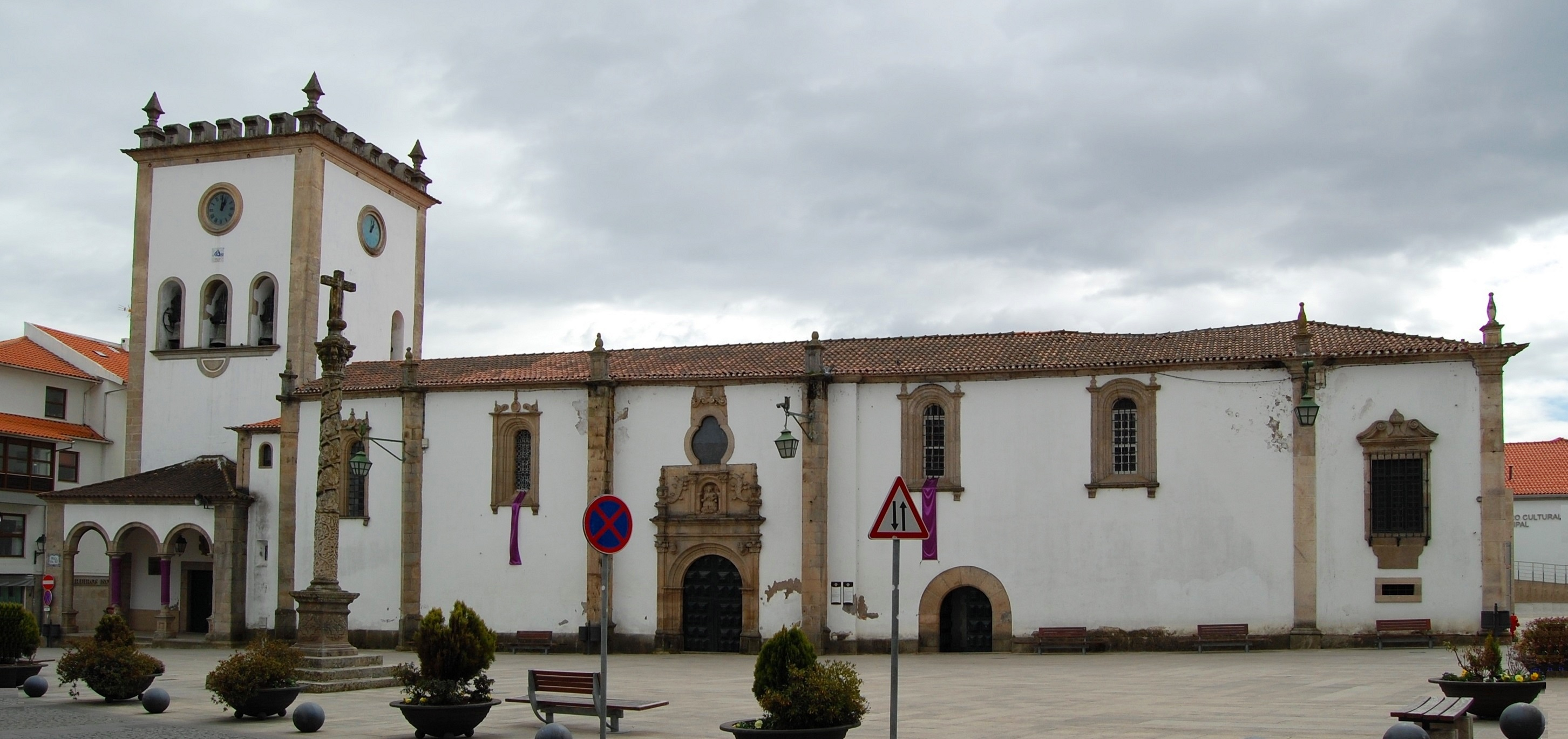
Ehemalige Kathedrale Sé Velha

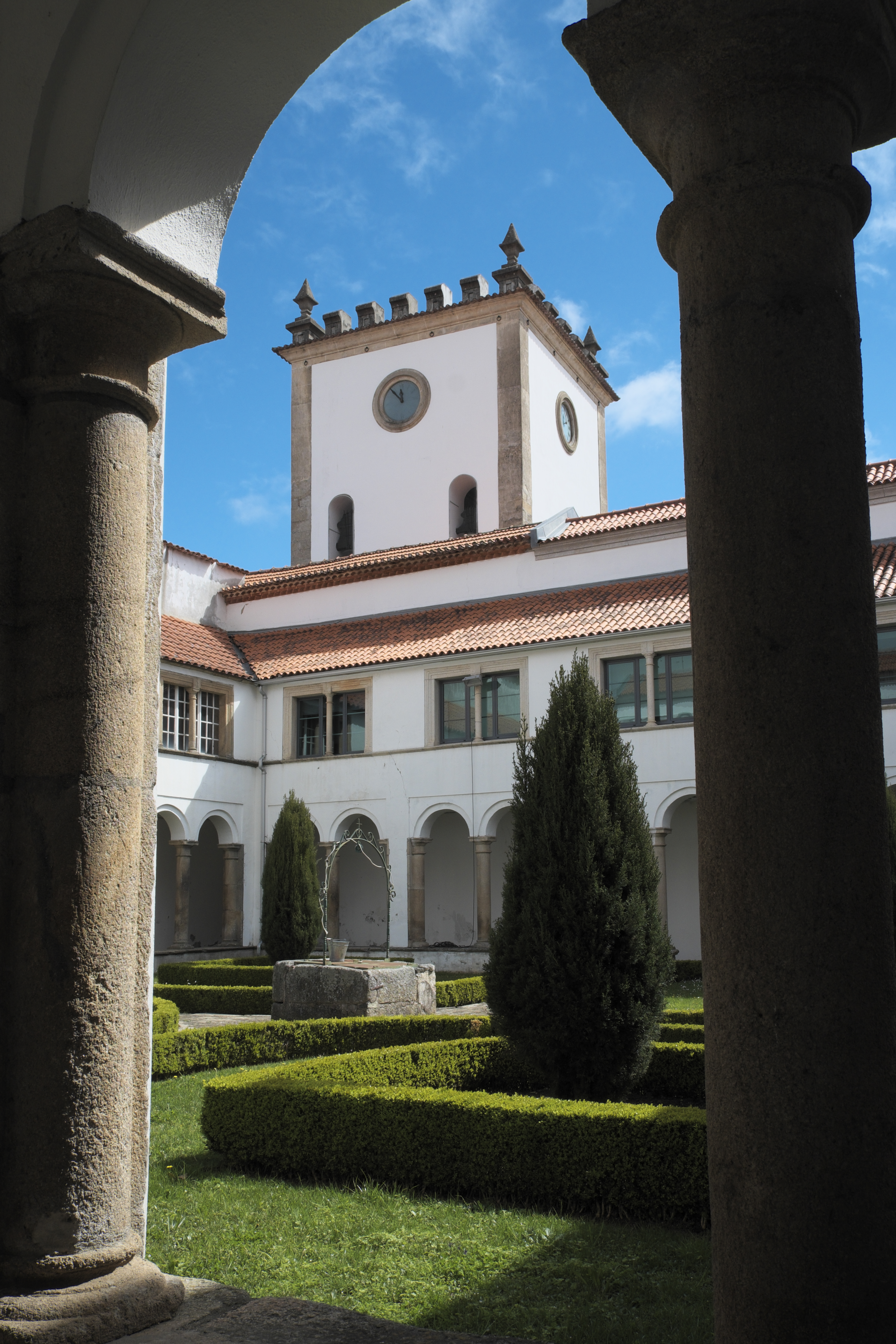
Kreuzgang und Glockenturm

Die katholische Pfarrkirche São João Baptista, Sé Velha (alte Kathedrale) genannt, in Bragança im gleichnamigen Distrikt in Nordportugal wurde im 16. Jahrhundert als Teil einer Klosteranlage errichtet. Sie war zunächst Kirche eines dem Namen Jesu geweihten Jesuitenkollegs und ab dem 18. Jahrhundert bis zum Bau der neuen Kathedrale von Bragança Bischofssitz der Diözese Bragança-Miranda. Im 17. und 18. Jahrhundert wurde die Kirche unter den Jesuiten im Stil des Barock umgestaltet. Der Kreuzgang ist im Stil der Renaissance erhalten. Im Jahr 2012 wurde die Kirche einschließlich Kreuzgang zum Monumento de Interesse Público erklärt.

## Geschichte
In den 1530er Jahren ließ der Herzog von Bragança, Teodosius I. (1510–1563), auf einem Gelände, das dem Benediktinerkloster São Salvador im nahegelegenen Castro de Avelãs gehörte, ein Kloster errichten, in dem sich ursprünglich Klarissen niederlassen sollten. Die Gebäude waren 1550 fertiggestellt und wurden, da nicht ausreichend Nonnen zusammenkamen, in den 1560er Jahren dem Jesuitenorden übergeben, der dort ein Kolleg einrichtete. 1759 erfolgte die Aufhebung des Ordens in Portugal und die Jesuiten wurden des Landes verwiesen. Die Kirche wurde zur Kathedrale erhoben und vergrößert, als im Jahr 1770 Papst Clemens XIV. die Diözese Miranda do Douro aufspaltete und die neue Diözese Bragança gründete. In den Klostergebäuden wurde ein Priesterseminar eingerichtet. Mit der Weihe der neuen Kathedrale Nueva Catedral de Nossa Senhora Rainha im Jahr 2001 wurde die alte Kathedrale als Bischofssitz des heutigen Bistums Bragança-Miranda abgelöst. Die Johannes dem Täufer geweihte Kirche wird heute als Pfarrkirche genutzt, in den ehemaligen Klostergebäuden sind ein Kulturzentrum, die Stadtbibliothek und eine Musikschule eingerichtet.

## Kirche

### Außenbau
An der Ostseite der Kirche erhebt sich der quadratische Glockenturm, an den sich im Norden eine offene Vorhalle anschließt. Er wurde in den 1930er Jahren um ein Stockwerk erhöht, um dort eine Uhr einzubauen.
Das Rundbogenportal an der Nordseite der Kirche wird von zwei Pilastern mit Kompositkapitellen und einem Gebälk gerahmt, in den Bogenzwickeln sind die Skulpturen von zwei Köpfen angebracht. Über dem Portal thront in einer Nische eine Madonna mit Kind. Das im Stil der Renaissance geschaffene Portal weist auch barocke Elemente auf.

### Innenraum
Das dreischiffige Langhaus ist in vier Joche gegliedert. Die ersten drei Joche werden von Kreuzrippengewölben gedeckt, das Joch über der Orgelempore trägt eine Kassettendecke. Die zweijochige Apsis besitzt ein Sterngewölbe. Haupt- und Seitenaltäre sind im Stil des Barock geschaffen und stammen aus dem 18. Jahrhundert.

## Sakristei
Die Sakristei wurde im 17. Jahrhundert barock umgestaltet. Sie besitzt eine Kassettendecke aus Holz mit darin eingefügten Ölbildern, auf denen Szenen aus dem Leben des heiligen Ignatius von Loyola dargestellt sind. Auch in die kunstvoll geschnitzte und vergoldete Rückwand des Sakristeischrankes sind Gemälde mit Episoden aus dem Leben von Igatius von Loyola und Franz von Assisi integriert.

## Kreuzgang
Über die Sakristei gelangt man in den aus dem 16. Jahrhundert stammenden Kreuzgang. Er hat einen quadratischen Grundriss und besitzt zwei Stockwerke. Alle vier Flügel sind in fünf Joche gegliedert. Das untere Stockwerk öffnet sich in rundbogigen Doppelarkaden, die auf schlanken Säulen mit toskanischen Kapitellen aufliegen, zum Innenhof. Das obere Stockwerk ist durch rechteckige Fenster, die von einer Mittelsäule geteilt werden, geschlossen. 

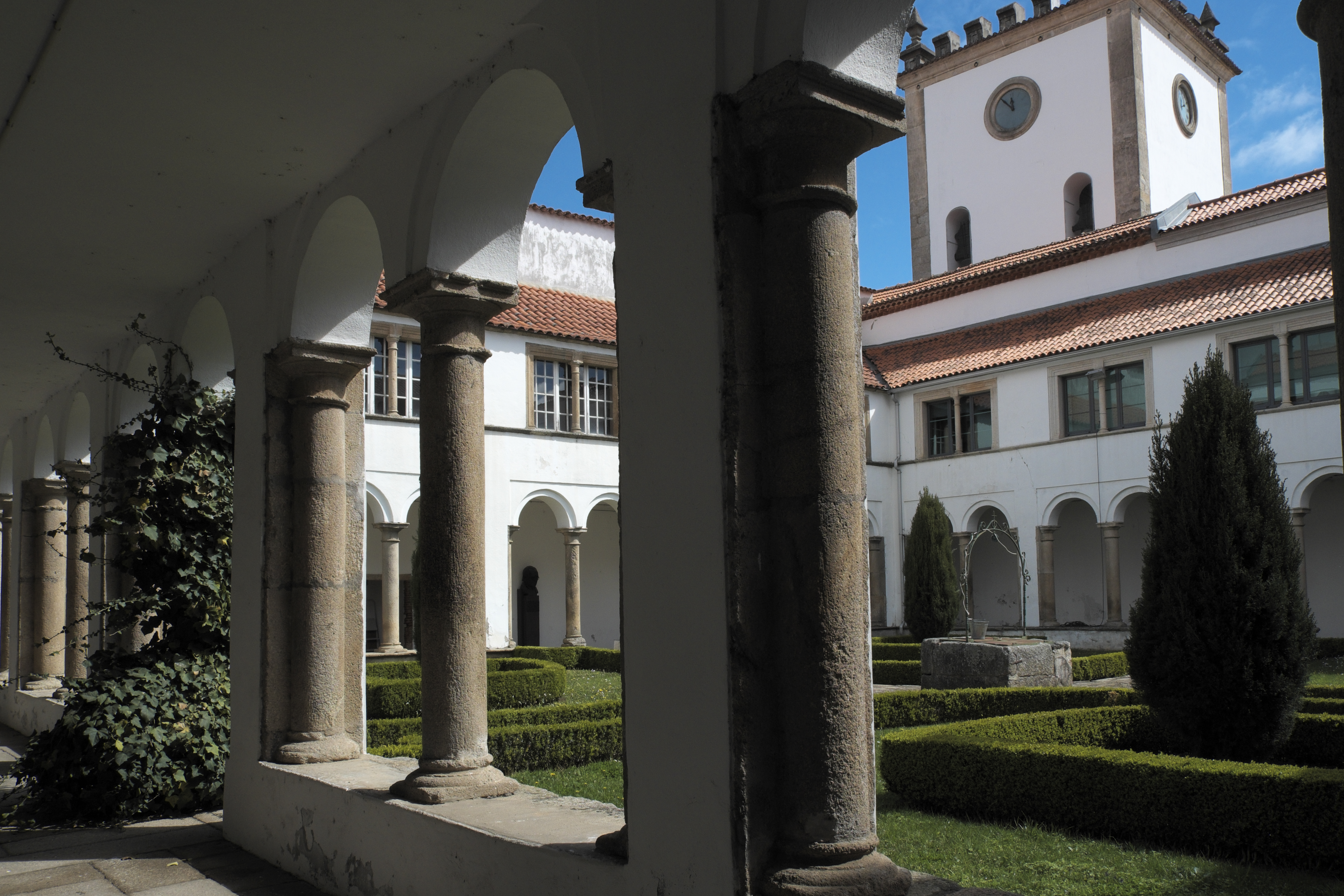
Kreuzgang und Glockenturm
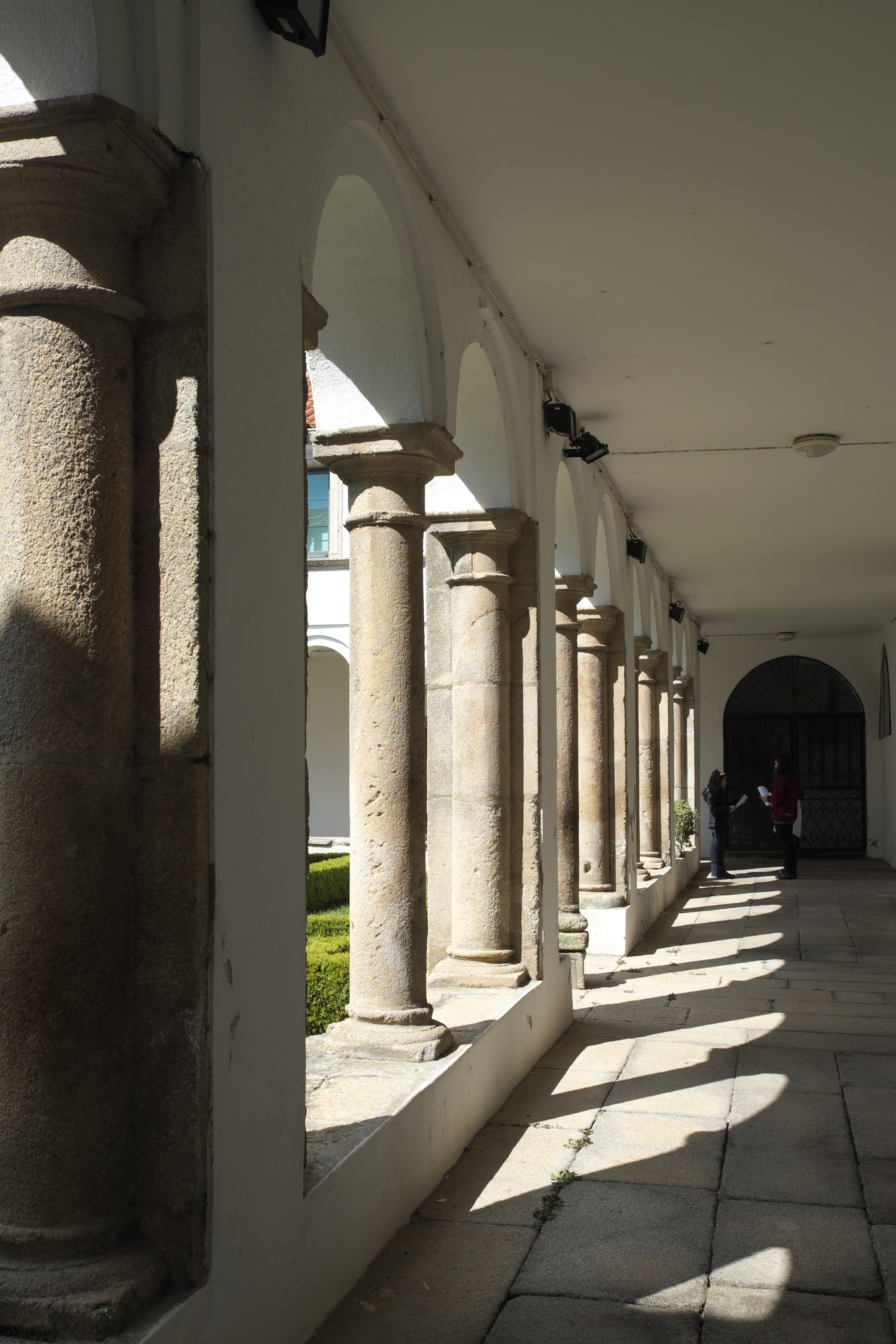
Kreuzgang
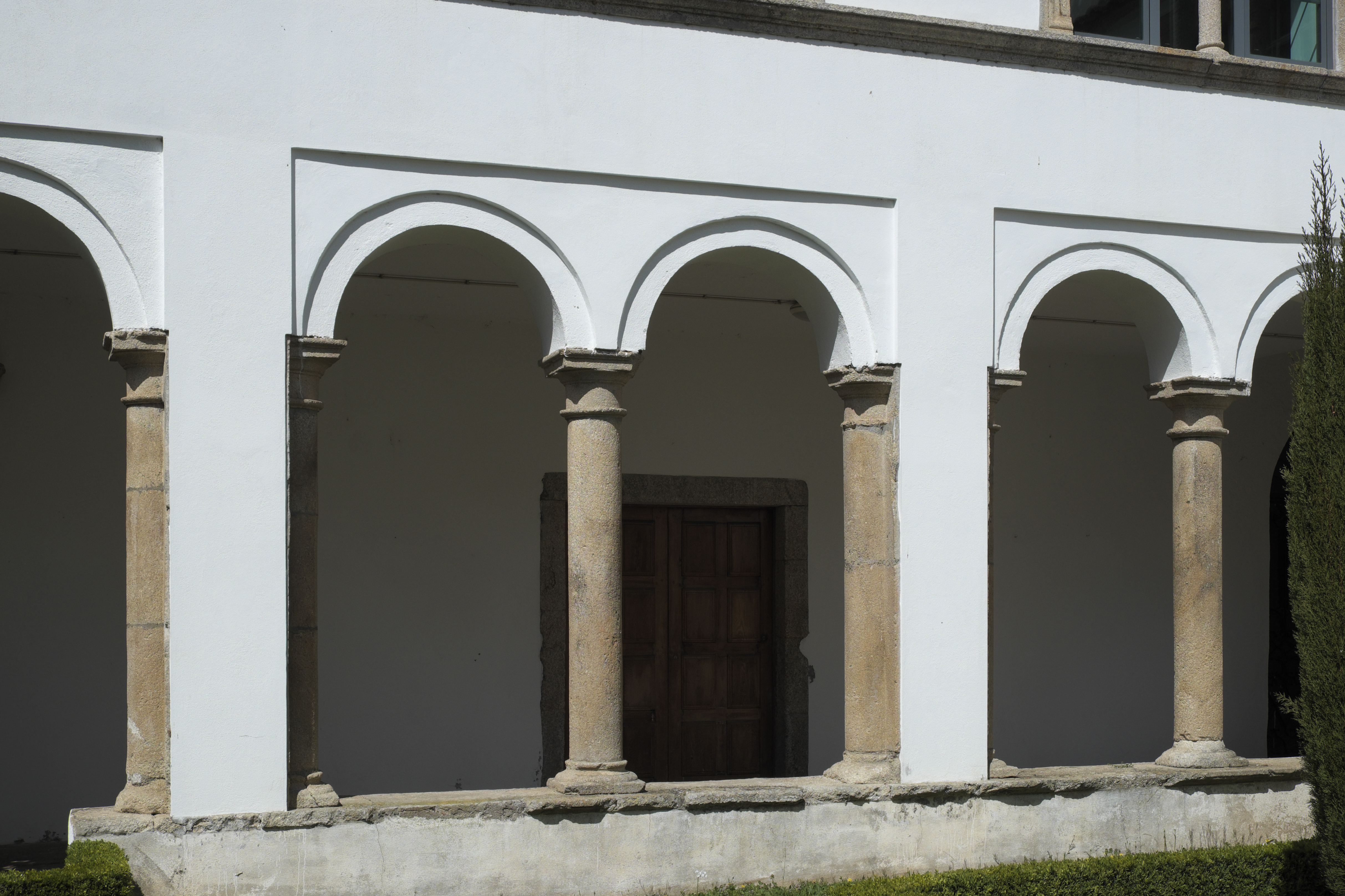
Kreuzgang
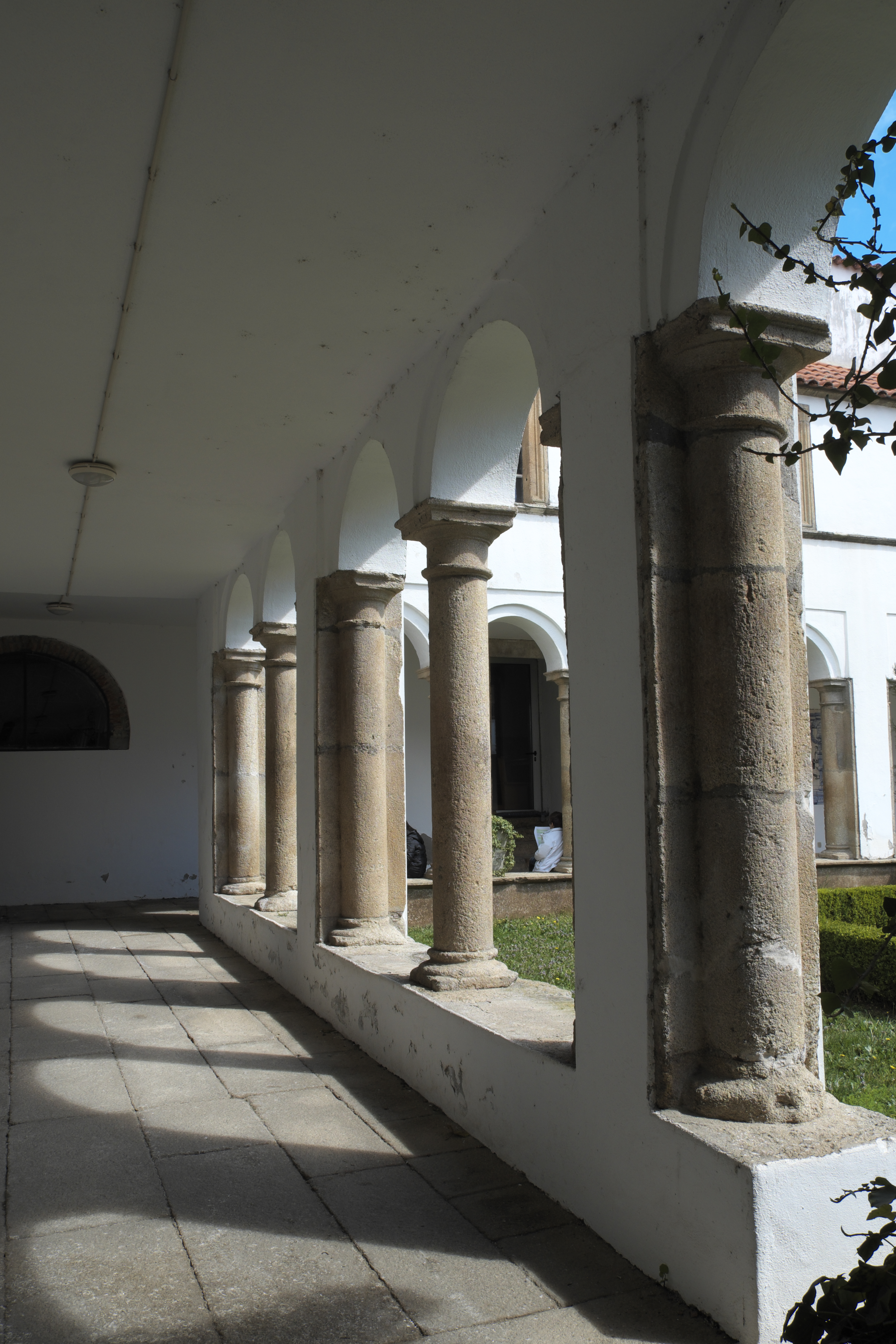
Kreuzgang